# MCL Bremen
Die ehemalige MCL Bremen ist ein 2010 in China gebauter Mehrzweckfrachter. Das Schiff wurde im November 2010 auf seiner Überführungsreise von Fernost nach Europa im Indischen Ozean von somalischen Piraten überfallen.

## Geschichte
Das am 16. April 2008 bestellte Schiff wurde unter der Baunummer DF80-1 als erstes von acht baugleichen Schiffen, von denen vier an die Reederei Schepers in Haren (Ems) und vier an die Reederei Concord Shipping in Jork gingen, auf der chinesischen Werft Zhejiang Dongfang Shipbuilding gebaut. Die Kiellegung des Schiffes fand am 2. März 2009, der Stapellauf am 3. April 2010 statt. Die Fertigstellung des Schiffes erfolgte am 23. Oktober 2010.
Das Schiff kam als MCL Bremen unter der Flagge von Antigua und Barbuda in Fahrt. Bereedert wurde es von Schepers Bereederung in Haren (Ems). Im Mai 2012 wurde das Schiff in Bremen umbenannt.
2015 wurde das Schiff an die in Leer ansässige Reederei Briese Schiffahrt verkauft. Briese Schiffahrt brachte das Schiff unter deutsche Flagge. Neuer Name des Schiffes wurde BBC Lima. Anfang 2021 wurde es nach Portugal umgeflaggt.

### Piratenangriff im November 2010
Am Morgen des 26. November 2010 gegen 10 Uhr griff eine Gruppe von somalischen Piraten das Motorschiff im Indischen Ozean außerhalb des im Rahmen der EU-Mission Operation Atalanta überwachten Gebiets, etwa 1000 Seemeilen östlich des Horns von Afrika und 270 Seemeilen westlich der Malediven auf seiner Jungfernfahrt an. Das Schiff war auf dem Weg von Wenzhou nach Moerdijk.
An Bord der MCL Bremen befanden sich der deutsche Kapitän, drei Ukrainer, ein Russe und sieben Filipinos. Die Mannschaft verschanzte sich zu Beginn des Angriffs in einem extra gesicherten Raum. Als Basis der Piraten fungierte der am 30. Oktober 2010 1000 km östlich von Sokotra gekaperte, unter der Flagge von Panama fahrende Tanker Polar. Nach einer mehrstündigen Verfolgung wurden von diesem Tanker zwei Schnellboote zu Wasser gelassen, die mit etwa 20 bis 25 Knoten auf die MCL Bremen zuhielten. An Bord jedes Schnellbootes befanden sich acht Piraten. Die Reling der MCL Bremen war rundum mit NATO-Draht als Übersteigschutz abgesichert. Die Piraten, die bei ihren früheren Kaperungen meist nur Enterhaken mit sich führten, überwanden die Absperrung mit mitgebrachten, etwa sieben bis acht Meter langen Aluminiumleitern. Die Angreifer zerstörten alle Türen, die sie nicht eintreten konnten, durch Schüsse. Sie nahmen das auffindbare Bargeld sowie die Kleidung der Besatzungsmitglieder mit.
Die Besatzung war in der Lage, das Schiff aus dem Schutzraum heraus zu steuern. So konnte der Kapitän die MCL Bremen dem dänischen Kommando- und Unterstützungsschiff HDMS Esbern Snare, das als Flaggschiff des NATO-Einsatzverbandes SNMG 1 dient und den Auftrag zur Befreiung der MCL Bremen übernommen hatte, entgegenfahren. Der Überfall dauerte etwa vier Stunden. Als ein Boardingteam der Esbern Snare die MCL Bremen übernahm und die Besatzung aus dem Schutzraum kam, hatten die Piraten das Schiff bereits verlassen. Das Schiff konnte seine Fahrt in Richtung Sueskanal fortsetzen.

## Technische Daten
Der Antrieb des Schiffes erfolgt durch einen Neunzylinder-Viertakt-Dieselmotor des Herstellers Caterpillar (Typ: MaK 9M25C) mit 2.990 kW Leistung. Der Motor wirkt über ein Untersetzungsgetriebe auf einen Verstellpropeller. Für die Stromversorgung stehen ein Wellengenerator mit 750 kVA Scheinleistung und zwei von Scania-Dieselmotoren mit jeweils 377 kW Leistung angetriebene Generatoren mit jeweils 425 kVA Scheinleistung zur Verfügung. Weiterhin wurde ein Notgenerator mit 240 kVA Scheinleistung verbaut.
Das Schiff ist mit einem elektrisch angetriebenen Bugstrahlruder mit 409 kW Leistung ausgestattet. Der Schiffsrumpf ist eisverstärkt (Eisklasse E3).
Das Schiff verfügt über einen durchgehenden Laderaum mit einer Luke. Der boxenförmige Laderaum verjüngt sich im vorderen Bereich. Der Laderaum wird mit Faltlukendeckeln verschlossen. Er ist 87,03 m lang, 12,80 m breit und 11,40 m hoch. Die Kapazität des Raumes beträgt 12.180 m³.
Der Laderaum ist mit einem Zwischendeck ausgestattet, das auf zwei Höhen – 5,95 m bzw. 7,95 m – eingehängt werden und den Raum so in zwei Höhen unterteilen kann. Das Zwischendeck kann auch die Funktion zweier Schotten übernehmen und den Laderaum vertikal unterteilen. Die Schotten können an fünf Positionen aufgestellt werden.  Auf der Tankdecke stehen 2.179 m², auf den Lukendeckeln 1.133 m² zur Verfügung. Die Tankdecke kann mit 15 t/m², das Zwischendeck mit 3 t/m² und die Lukendeckel mit 1,75 t/m² belastet werden.
Das Schiff ist mit zwei NMF-Schiffskranen mit jeweils 80 t Kapazität ausgerüstet, die sich auf der Backbordseite des Schiffes befinden. Die Krane können kombiniert gefahren werden und dann 160 t heben.
Die Ladekapazitäten des Schiffes werden von der Reederei Schepers und Briese Schiffahrt unterschiedlich angegeben. Die Reederei Schepers beschrieb das Schiff mit einer Tragfähigkeit von 7950 dwt. Die Containerkapazität wurde mit 444 TEU bzw. 315 TEU bei einer homogenen Beladung mit 14 t schweren Containern angegeben. Von Briese Schiffahrt wird das Schiff mit einer Tragfähigkeit von 7.843 dwt beschrieben. Die Containerkapazität wird mit 511 TEU bzw. 320 TEU bei einer homogenen Beladung mit 14 t schweren Containern angegeben. 244 TEU finden im Laderaum, 267 TEU an Deck Platz. Im Raum finden fünf, an Deck sechs Container nebeneinander Platz. An Deck können drei Lagen übereinander geladen werden. Für Kühlcontainer stehen an Deck 30 Anschlüsse zur Verfügung. Das Gewicht eines Containerstapels darf im Raum 67 t nicht überschreiten. An Deck ist das Gewicht auf 40 t bei 20-Fuß-Containern und 55 t bei 40-Fuß-Containern begrenzt.
Die Decksaufbauten befinden sich im hinteren Bereich des Schiffes.